# Tell Me this Night is Over
Tell Me this Night is Over är en sång inspelad av The Ark på albumet In Lust We Trust 2002, samt släppt på singel samma år. På den svenska singellistan nådde den som högst 28:e plats.
Låten testades på Svensktoppen den 12 januari 2003, i samband med 2003 års ändringar av listan och tog sig in på listan, där den låg i en vecka innan den lämnade listan.

## Listplaceringar
| Lista (2002-2003) | Topplacering |
| ----------------- | ------------ |
| Sverige           | 28           |